# 李化平
李化平（1966年9月6日—），湖南涟源人，中国维权人士、网络作家，是独立中文笔会会员。信仰基督教，倡导公民运动，是新公民运动在华东地区的主要倡导者。

## 生平
1983年进入成都理工大学，1987年本科毕业后回到湖南省工作，九十年代中期开始创业，1996年后定居上海市。2010年后从事中国的民主活动。

## 社会活动

### 追查李旺阳事件
2012年6月6日，李旺阳事件发生，中国六四民运人士、劳工维权者李旺阳在家中可疑情况下死亡。多数人认为李旺阳是被当局中国政府「被自杀」。李化平与异议人士王译、华春晖等十几名中国公民致信给公安部长孟建柱、最高人民检察院检察长曹建明，要求追查李旺阳的死因，公开信表示质疑李旺阳「自杀」结论，要求搜集证据，并且进入刑事立案，公开程序。李化平为此还征集网络签名呼吁成立「中国民间维权者联合会」。2012年6月23日李化平先生探望因李旺阳事件被拘留的朱承志与朱承志的朋友尹正安后，被邵阳市公安局城西派出所两名民警传唤，并遣返回原籍。李化平因李旺阳事件多次被上海国保人员骚扰，要求他停止活动，被李化平拒绝。李化平表示:
「就是要我不要关注这件事嘛。这怎么可能呢？人都是有感情的嘛。对不对？人都是有人性的嘛。这是不可能的。」
2012年11月24日早晨七点五十，李化平被上海五角场派出所警察从家中强行带走，原因不明。

### 声援陈平福
2012年9月14日中国兰州网友陈平福因涉嫌「煽动颠覆国家政权罪」受到审判，受到海内外网友的密切关注。9月12日李化平探望目前被监视居住、等待宣判的陈平福，并给陈平福送去网友对他的祝福。陈平福对李化平说：“没有网友的关注，他的处境会更糟。”。

2013年1月17日李化平获选博讯“中国大陆维权2012风云人物25人”。

### 张安妮事件
2013年2月，张安妮因其父张林的原因在转学问题上遭警方迫害，被迫失学，被相关海外媒体称为「中国最小良心犯」。李化平等人于4月10日发起24小时接替绝食绝水行动、北京时间4月10日晚八点起网友每晚在合肥市国家教育部门前点燃蜡烛的声援烛光晚会等。一个多星期内，共有五六百来自各地的网友前往现场声援。张安妮最终没能在中国上学，去了美国。但是她得到了美国政治团体“妇权无疆界”的负责人瑞秋女士到机场迎接。瑞秋夫妇将成为小安妮在美国的监护人，代替张林照顾小安妮的生活。

2013年3月22日维权人士李化平妻子旅美访问学者何小莲被同济大学解聘，李化平告诉RFA记者说，他认为他妻子被解聘是出于政治原因，是对他个人和家人的打压。
2013年3月26日，李化平被当局强行带走，有报道说，怀疑李化平是因为关注数宗维权事件和发起同城饭聚（或称同城饭醉）活动，呼唤公民社会而受到警察部门的报复。与李化平认识的网友张皖荷等人说，李化平被带走前，打电话给他们，而他们可以清楚地听到拍门与喝斥的声音。
2013年4月2日到4日，上海警方国保6次到李化平家检查传唤李化平及其亲人。李化平表示4月2日18点起他被国保关押在五角场派出所24小时，这是4月三十天来第七次关押传唤。被关押期间全程禁食。
2013年4月雅安地震期间，李化平发起公民帐篷幼儿园计划，救助灾民特别是儿童。他在庐山县城当志愿者，发起搭建五十所乡村帐篷幼儿园，为孩子们提供安全的场地。
2013年6月李化平”发起的“公民守望工程” 倡导为每个被关押的良心犯建立救助小组，以改善其伙食、为家人和辩护律师提供经济援助等。自今年启动以来，已经有多位各地公民伸出援手，“认领”被关押的良心犯难友。
2013年8月11日，李化平因涉嫌聚众扰乱公共场所秩序被安徽省合肥市公安局蜀山分局跨省追捕，8月12日被刑事拘留，9月18日正式逮捕。李化平因张林女儿张安妮入学一案被抓，是否与新公民运动相关有待证实。
2014年1月26日，长沙网友举行岁末同城飯醉活动。李化平，谢长发，赵枫生，欧彪峰，欧阳经华获得网友同城飯醉2013年度湖南杰出公民奖，颂奖活动由长沙网友周伟致颁奖辞，介绍荣获湖南杰出公民奖-人士的情况，并由湖南大学的老师佟适冬先生颁奖。。网友同城饭醉2013年度湖南杰出公民奖揭晓 （页面存档备份，存于）
2014年7月30日，李化平在2013年8月遭合肥警方拘留，并被以“聚众扰乱公共场所秩序罪”起诉至法院案，在2014年7月30日审毕，法庭将择期宣判。其辩护律师张雪忠表示李化平无罪，该审判是纯粹的政治迫害。当天有三十余人前往准备参与旁听，但均遭到法院拒绝，未能入内。
2014年12月12日合肥市蜀山区法院做出了宣判，李化平先生在法庭上的最后陈述《一代人要负起一代人的责任！》，最终法院以「聚众扰乱公共场所秩序罪」
判处李化平有期徒刑2年。中文独立笔会对此表示严正抗议，要求当局无罪释放李化平。

## 名言
「对不起，我不能这么做。我不能和魔鬼立约。」
「那美好的仗我已经打过了，当跑的路我已经跑尽了，所信的道我已经守住了！」